# Meloe apenninicus
Meloe apenninicus es una especie de coleóptero de la familia Meloidae.

## Distribución geográfica
Habita en Sicilia (Italia).